# EDMA
3,4-Этилендиокси-N-метиламфетамин (EDMA) — это энтактогенный препарат класса метамфетаминов. Это аналог МДМА, в котором метилендиоксикольцо заменено этилендиоксикольцом. EDMA был впервые синтезирован Александром Шульгиным. В его книге PiHKAL дозировка указана как 150–250 мг, а продолжительность — как 3–5 часов. По словам Шульгина, ЭДМА вызывает голый порог, состоящий из парестезии, нистагма и гипнагогических образов, с небольшими или отсутствующими другими эффектами. Научные исследования показали, что ЭДМА действует как не нейротоксичный агент, высвобождающий серотонин, с умеренно сниженной активностью по сравнению с МДМА и с незначительным влиянием на высвобождение дофамина.